# Dominik Henrich
Dominik Henrich (* 1965 in Ulm) ist ein deutscher Informatiker und Robotiker. Er ist Inhaber des Lehrstuhls für Angewandte Informatik (Robotik und eingebettete Systeme) an der Universität Bayreuth.

## Werdegang
Henrich schloss 1991 sein Informatikstudium an der Universität Karlsruhe als Diplominformatiker ab. Im Rahmen eines Stipendiums von 1992 bis 1994 im Graduiertenkolleg „Beherrschbarkeit komplexer Systeme“ der Deutschen Forschungsgemeinschaft wurde er 1995 promoviert. Von 1996 bis 1999 baute Henrich die Forschungsgruppe für Parallelverarbeitung und Robotik am Institut für Prozessrechentechnik, Automation und Robotik (IPR) auf und war Lehrbeauftragter an der Fakultät für Informatik der Universität Karlsruhe.
Im Jahr 1998 erhielt er ein STA Fellowship am Electrotechnical Laboratory des MITI in Japan. Von 1999 bis 2003 leitete er als Professor die Forschungsgruppe Eingebettete Systeme und Robotik (RESY) im Fachbereich Informatik der Universität Kaiserslautern. Seit August 2003 hat er den Lehrstuhl für Angewandte Informatik III (Robotik und Eingebettete Systeme) an der Universität Bayreuth inne.

## Forschungsinteressen
Die Forschungsinteressen von Dominik Henrich im Bereich Robotik umfassen Kollisionserkennung, Bewegungsplanung, Raumüberwachung, selbstadaptive Roboter, sensorgestützte Handhabung, intuitive Roboterprogrammierung, Mensch-Roboter-Kooperation und robotergestützte Chirurgie.